# Operación Victoria Innegable
La Operación Victoria Innegable, también conocida como Operación Fath ol Mobin, fue una operación lanzada por Irán contra las tropas de Irak durante la Guerra Irán-Irak entre el 22 y el 28 de marzo de 1982.
A veces esta operación es considerada un punto culminante en la guerra y que desalojó a las tropas iraquíes de la provincia de Juzestán. Otros (incluyendo al historiador israelí Efraim Karsh) creen que en realidad fue la operación en la que se trabajó en cooperación con otros para la expulsión de tropas iraquíes del sur de Irán. Ellos creen que esa de hecho, la Operación Jerusalén, lanzada en abril y mayo del mismo año, tuvo el gran efecto, causando que los iraníes pudieran tomar la estratégicamente importante ciudad de Jorramchar.

## Antecedentes
El 22 de septiembre de 1980 el presidente de Irak, general Saddam Hussein, queriendo repetir el ataque aéreo de Israel contra las fuerzas aéreas árabes en la Guerra de los Seis Días (del 5 al 10 de junio de 1967) lanzó varios ataques contra los aeródromos iraníes, destruyendo a la Fuerza Aérea de Irán en tierra. Aunque ellos fracasaron, Saddam aún no marchaba para prevenir de lograr su propósito establecer por completo el dominio iraquí del estuario del Shatt al-Arab. Lanzó una invasión terrestre de Irán, principalmente sobre el sur del país.
Fue tomada la importante ciudad iraní de Jorramchar. Aunque los iraquíes no lograron tomar la ciudad de Abadán el camino estaba abierto para Teherán ya que las defensas iraníes colapsaron. El avance iraquí fue detenido en el río Karun e Irán podía lanzar un contraataque; aunque el primer contraataque fue un fracaso, éste haría que fuera sucesivo.

## La batalla
El 22 de marzo de 1982, exactamente a 18 meses del día de la invasión iraquí, los iraníes lanzaron la Operación Victoria Innegable. Ellos la intentaron para lanzar un movimiento de tenazas para cercar a las fuerzas iraquíes alrededor de la ciudad de Shush, que estaba bajo el control de estos. Bajo el mando del joven Jefe del Estado Mayor, general Ali Sayad Shirazi, los iraníes lanzaron un ataque armado esa misma noche seguido por constantes ataques de olas humanas por las brigadas Pasdaran (miembros de los Cuerpos de la Guardia Revolucionaria Islámica, CGRI), compuestas por cerca de 1,000 combatientes.
Los iraquíes sufrieron muchas más bajas que los iraníes, porque el ataque de estos no soportó completamente los asaltos frontales sin apoyo hecho por los CGRI. Las fuerzas iraníes se movilizaron para lidiar con un ejército iraquí que se atrincheró en el frente y ellos usaron una buena cantidad de tanques, artillería y apoyo aéreo. Los iraníes se mantuvieron en el momento contra las fuerzas iraquíes y, después de las fuertes pérdidas de estas, Saddam ordenó la retirada el 28 de marzo. 3 divisiones iraquíes fueron cercadas en la operación y destruidas en una semana.

## Consecuencias
Junto con las operaciones Camino de Jerusalén y Jerusalén, los iraníes pudieron desalojar al enemigo de su país. Ellos subsiguientemente consiguieron permanecer de pie revirtiendo las ganancias hechas por las tropas iraquíes al inicio de la contienda. Posteriormente los iraníes duros, encabezados por el presidente del Parlamento Akbar Hashemi Rafsanjani, arguyeron para la expansión de las operaciones militares iraníes hacia Irak. Esto eventualmente se consiguió en el camino e Irán comenzó a hacer varias operaciones para conquistar territorio.
Pero donde los iraníes sucesivamente usaron operaciones combinadas armadas para surgir victoriosos contra las tropas iraquíes en Irán, ellos usaron ataques de olas humanas sin apoyo por las semientrenadas tropas de los Pasdaran y los Basij. La operación para recapturar la provincia de Juzestán está considerada un punto culminante en la Guerra Irán-Irak; los iraníes asegurarían la península al-Faw en la Operación Amanecer 8, otra victoria en la contienda.
Irak eventualmente estabilizó sus fuerzas armadas tras su retirada de Irán. El resultado fue este último país no sería capaz de presionar su determinación, pero en vano, los asaltos contra un resurgido ejército iraquí que usaría ataques con armas químicas. Irak fue apoyado por Estados Unidos y la Unión Soviética que consideraron al régimen huseinista como una opción contra el gobierno revolucionario de Irán.